# Tauchreflex

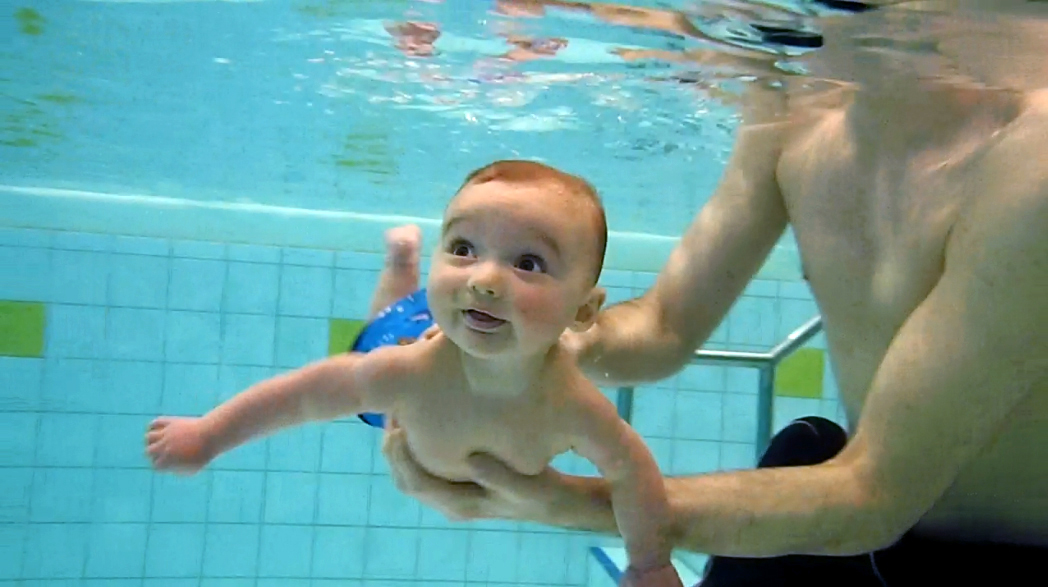
Tauchender Säugling beim Babyschwimmen

Der Tauchreflex ist ein Schutzmechanismus, der bei allen lungenatmenden Lebewesen beim Eintauchen (Immersion) in Wasser beobachtet werden kann. Durch eine Stimulation des Parasympathikus wird die Atmung zum Stillstand gebracht („sistiert“), der Herzschlag verlangsamt und der Blutkreislauf zentralisiert („Bloodshift“). Damit wird der Sauerstoffverbrauch auf die überlebenswichtigen Organe reduziert.

## Auslöser
Die Existenz eines einzelnen Auslösers für den Tauchreflex ist nicht bewiesen; vermutlich spielen unter anderem Rezeptoren auf der Haut in Nähe von Nase und Oberlippe eine Rolle. Auch kaltes Wasser scheint den Reflex zu verstärken. Die Zentralisierung des Herzlungenkreislaufs kann teilweise durch die Kompression der Extremitäten beim Eintritt in das Wasser erklärt werden. Auch die Partialdrücke von Sauerstoff und Kohlendioxid im Blut beeinflussen den Parasympathikus.
Dem Gehirn wird die Information gegeben, dass sich die Atemwege unter der Wasseroberfläche befinden.

## Entdeckung
Entdeckt wurde der Tauchreflex von dem Physiologen Paul Bert (1833–1886), der bei gründelnden Enten eine Bradykardie feststellte.
Herman Melville beschreibt in Typee, wie 1842 ein wenige Tage alter Säugling selbständig in einem Bach schwimmt.

## Anwendung
Während beim Neugeborenen dieser Reflex sehr stark ausgeprägt ist, reduziert er sich bereits innerhalb weniger Wochen nach der Geburt. Durch regelmäßigen Kontakt mit Wasser verstärkt er sich wieder und lässt sich sogar bewusst trainieren (siehe Apnoetauchen).
Beim Sportschwimmen sind aus diesem Grunde die Pulswerte deutlich niedriger als bei gleicher körperlicher Belastung an Land.
Der Tauchreflex wird auch für die so genannte Wassergeburt genutzt. Das Neugeborene macht seinen ersten Atemzug nicht unter Wasser, sondern erst, wenn die Gesichtshaut keinen Wasserkontakt mehr hat.